# Цзюэрбесу
Цзюэрбэсу (кит: 皇太后菊儿别速; пиньинь: Huáng Tàihòu Júerbiésù) — последняя императрица и жена гурхана Каракитайского ханства Елюй Чжулху. 1211 году после свержения Елюй Чжулху и захвата власти найманским Кучлук ханом. Ему выдали свою дочь по имени Хуньху (ум.1218). Хуньху звали в истории как Тафгач-хатун. Позднее Цзюрэбесу была удостоена Кучлуком вдовствующей императрицы.